# Pterygodium connivens
Pterygodium connivens är en orkidéart som beskrevs av Edmund André Charles Lois Eloi `Ted' Schelpe. Pterygodium connivens ingår i släktet Pterygodium och familjen orkidéer. Inga underarter finns listade i Catalogue of Life.